# Jumpman (jeu vidéo)
Jumpman est un jeu vidéo de plates-formes créé par Randy Glover et publié par Epyx en 1983 sur Apple II, Atari 8-bit, Commodore 64 et IBM PC. Le jeu se déroule dans une base sur Jupiter qui est la cible de terroristes. Ces derniers ont disséminé des bombes sur les trois bâtiments de la base et l’objectif du joueur est de les désamorcer. Pour cela, le joueur contrôle un personnage qu'il peut faire sauter ou grimper à des échelles et à des cordes. À sa sortie, le jeu est bien accueilli par la presse spécialisée, et connait un certain succès commercial qui conforte la décision d’Epyx de se spécialiser dans les jeux de combat et d’action plutôt que dans les jeux de rôle.